# Frans Van Isacker
Frans Van Isacker (Mechelen, 4 februari 1920 - Edegem, 27 oktober 2000) was een Vlaams auteur en advocaat.
In de voetsporen van zijn vader Philip Van Isacker werd hij advocaat; zijn oudere broer Karel Van Isacker had een grote invloed op hem.
In 1945 studeerde hij aan de Katholieke Universiteit Leuven af als doctor in de rechten. Na zijn stage bij de stafhouder van het Hof van Cassatie Paul Struye te Brussel, die naam maakte als bepleiter van amnestie, bouwde hij vanaf 1947 in het Mechelse een advocatenpraktijk uit.
Van 1948 tot 1968 was Van Isacker secretaris van het Vlaams Economisch Verbond afdeling Mechelen. Via de centrale jury promoveerde hij in 1952 tot licentiaat in het notariaat. Vanaf 1953 was hij lid van de Conferentie der Nederlandse Letteren, tot haar ontbinding in 1983. In 1961 promoveerde hij aan de universiteit van Amsterdam bij prof. dr. Ernst Denny Hirsch Ballin tot doctor in de rechtsgeleerdheid op een studie van de morele rechten van de auteur. Hij werd in 1963 professor aan de UGent en ging in 1985 op emeritaat.
In de literatuur debuteerde Van Isacker in 1948 met een familiekroniek over het leven onder en kort na de bezetting. Het leverde hem in 1949 de letterkundige prijs van de provincie Antwerpen voor het beste debuut op. Met uitzondering van De reis naar Ispahan uit 1961 heeft zijn latere werk een duidelijk autobiografisch karakter, met beschouwingen over leven en dood. In confessioneel-traditionele kringen genoot hij als schrijver populariteit bij de jongere generaties omdat hij bij de eersten was die over de meer intieme aspecten van het leven schreef.
Een voorlopige balans van zijn levenservaringen maakte Van Isacker op in Vijftig aan de wand uit 1971. Datzelfde jaar sloeg het noodlot toe, toen zijn echtgenote verkracht en vermoord werd door seriemoordenaar Staf Van Eyken. Van Isacker was de laatste twaalf jaar van zijn leven zwaar ziek. Zijn voornemen om omstreeks 1995, 25 jaar na Vijftig aan de wand, nog eens een balans van zijn leven te maken, kwam wegens zijn ziekte niet uit.

## Oeuvre
- De wereld verandert - 1948
- Maar er is een uitweg - 1949
- Kortstondige onthoofding - 1954
- Posthume wandeling - 1957
- De morele rechten van de auteur - 1961
- De reis naar Ispahan - 1961
- De exploitatierechten van de auteur - 1963
- De bruidegom van mijn ziel - 1967
- Binnen in de open ruimte - 1971
- Vijftig aan de wand - 1972
- De keizer naakt. Open brief aan de zwijgende meerderheid - 1978
- Sawa sawa - 1986
- Averechts verloop - 1988